# Taenaris humboldti
Taenaris humboldti är en fjärilsart som beskrevs av Hans Fruhstorfer 1904. Taenaris humboldti ingår i släktet Taenaris och familjen praktfjärilar. Inga underarter finns listade i Catalogue of Life.